# Musa (Iwan Bunin)

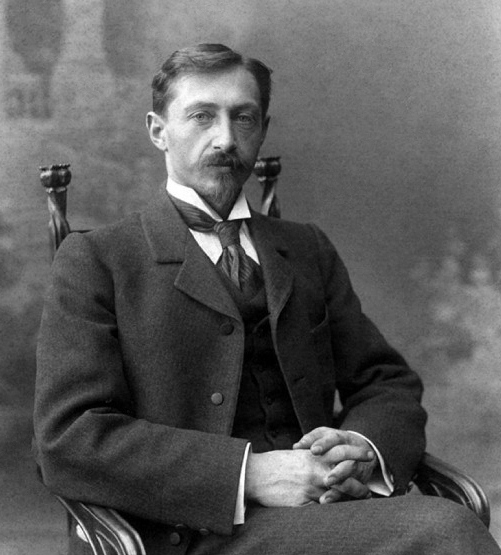
Iwan Bunin im Jahr 1901 auf einem Foto von Maxim Dmitrijew

Musa (russisch Муза) ist eine Kurzgeschichte des russischen Nobelpreisträgers für Literatur Iwan Bunin, die am 17. Oktober 1938 vollendet wurde und am 30. Oktober desselben Jahres in der Pariser Emigrantenzeitung Poslednije nowosti erschien.
Der Ich-Erzähler, ein Gutsbesitzer aus dem Gouvernement Tambow, studiert den Winter über in Moskau Malerei. Obwohl der junge Mann zu der Zeit nicht arm ist, lebt er in seinem Zimmer im Hotel Stoliza – das liegt neben dem Restaurant Praha auf dem Arbat – bescheiden dahin. Während er eines schönen Tages im März zeichnet, klopft es. Ein großes fremdes Mädchen tritt ein, stellt sich als Musa Graf vor und will den Ich-Erzähler, diesen „interessanten Mann“, kennenlernen. Der angehende Maler muss der schönen jungen Musikstudentin die regenfeuchten Schuhe ausziehen und ihr aus dem Mantel das Taschentuch reichen. Die kräftige Arzttochter, sie wohnt ganz in der Nähe auf dem Pretschistenski-Boulevard, bescheinigt dem überraschten Erzähler recht gutes Aussehen, plaudert von ihrem gestrigen Konzertbesuch, auf dem sie den jungen Mann erblickt hatte und fordert ungeduldig Speise. Der Zimmerkellner muss rasch Äpfel kaufen. Der Erzähler darf sich neben Musa aufs Sofa setzen und wird mit der Verheißung „Mehr … übermorgen“ mitreißend geküsst. Übermorgen will Musa sich vom Erzähler ins Praha zum Essen ausführen lassen. Er, so gesteht sie, sei ihre erste Liebe.
Der Erzähler hängt die Malerei an den Nagel und mietet auf Musas Wunsch ein altes Gut in einem Moskauer Park. Darin wird er von der Musikstudentin Musa täglich besucht. Den Sommer verbringen beide wie Mann und Frau auf dem Gut des Erzählers in der Tambower Gegend. Ab dem Herbst wird das junge Paar täglich von einem verarmten Gutsnachbarn, dem Musiker Wikenti Wikentjitsch Sawistowski, aufgesucht. Der alleinstehende Nachbar spielt im Winter manchmal mit Musa vierhändig Klavier.
Musa brennt durch. Der Erzähler findet sie auf dem Nachbargut. Musa siezt den Erzähler bereits wieder, während sie ihren Musikerkollegen Sawistowski schon duzt. Die praktische Frau tut dem verzweifelten Erzähler klipp und klar das Ende der auf dem Arbat begonnenen Beziehung kund. Er wankt hinaus.

## Deutschsprachige Ausgaben
Verwendete Ausgabe
- Musa. Deutsch von Charlotte Kossuth. S. 326–333 in: Karlheinz Kasper (Hrsg.): Iwan Bunin: Dunkle Alleen. Erzählungen 1920–1953. 580 Seiten. Aufbau-Verlag, Berlin 1985[4]